# Roquebillière
Roquebillière er en lille fransk kommune i departementet Alpes-Maritimes. Kommunen er beliggende omkring 50 km nord for Nice på kanten af Mercantournationalparken. Indbyggerne kaldes Roquebilliérois.

## Ekstern henvisning
- Wikimedia Commons har flere filer relateret til Roquebillière
- Information om Roquebillière (fransk)